# Grimes
Grimes, Künstlername von Claire Elise Boucher (* 17. März 1988 in Vancouver, British Columbia), ist eine kanadische Musikerin, Sängerin, Songwriterin und Musikproduzentin.

## Werdegang

### Bis 2011: Frühe Jahre und erste Veröffentlichungen
Claire Boucher wurde als anglophone Kanadierin in Vancouver geboren und wuchs dort auf. Sie ist eines von mehreren Kindern einer französisch-italienischen Mutter und eines Vaters mit teils ukrainischer, teils Métis-Abstammung. Ihre Eltern zogen sie konservativ auf und schickten sie auf eine katholische Schule.
2006 zog sie nach Montreal, um dort an der McGill University zunächst russische Literatur, später Neurowissenschaften zu studieren. In dieser Zeit begann sie erstmals, eigene Songs zu schreiben, zu produzieren und aufzunehmen. Nach eigener Aussage lernte sie als Kind kein Instrument und machte bis zum Alter von Anfang 20 keine Musik. Während des Studiums begann sie dann unter dem Einfluss ihrer Freunde, sich selbst Musikproduktion beizubringen. Anfang des Jahres 2011 brach sie das Studium ohne Abschluss ab und fing an als Musikerin unter dem Namen Grimes aufzutreten und Aufnahmen zu machen. Zu ihrem Künstlernamen wurde sie durch den Namen der Musikrichtung Grime inspiriert, mit welcher ihr Musikstil allerdings kaum offensichtliche Gemeinsamkeiten besitzt.
Ihr Debütalbum Geidi Primes wurde Anfang 2010 in Kanada als Kassette, in den USA und Großbritannien als CD und LP vom britischen Musiklabel No Pain veröffentlicht. Der Name bezieht sich auf den fiktiven Planeten Giedi Prime aus einem Roman von Frank Herbert. Das Album enthält elf Titel, die im Stil von Alternative Pop produziert sind. Nach der Veröffentlichung erhielt es hauptsächlich positive Kritiken von Seiten der Fans und Musikkritiker.
Im September desselben Jahres erschien ihr zweites Studioalbum Halfaxa, welches 16 Titel beinhaltet und an die Genres Witch House, Dream Pop, Dark Wave, Synthiepop und Ambient erinnert. 2011 spielte Grimes im Vorprogramm von Lykke Li auf deren Nordamerika-Tour. Im selben Jahr erschien auch ihre EP Darkbloom in Form eines zweigeteilten Albums in Zusammenarbeit mit d’Eon.

### 2012: Internationaler Durchbruch mitVisions
Seit 2012 steht sie beim unabhängigen britischen Plattenlabel 4AD unter Vertrag. Dort erschien 2012 das internationale Debütalbum Visions, das es unter anderem in die US-amerikanischen und britischen Charts schaffte. Die Titel Oblivion und Genesis konnten sich in den US-amerikanischen und den mexikanischen Charts platzieren. Das NME Magazin wählte Grimes auf Platz 1 der „20 Most Exciting New Bands Of 2012“.

### Seit 2015: Stilwechsel mitArt Angels
Ihr fünftes Album Art Angels wurde im Jahr 2015 veröffentlicht und enthielt im Vergleich zu ihren vorherigen Alben mehr Popsongs. Es platzierte sich in vielen Jahresbestenlisten auf vorderen Rängen. Im selben Jahr trat Grimes als Vorprogramm für Lana Del Rey im Rahmen ihrer Endless Summer Tour auf.
Am 21. Februar 2020 wurde ihr Album Miss Anthropocene veröffentlicht.
Im 2020 erschienen Spiel Cyberpunk 2077 kommen ihre beiden Titel 4ÆM und Delicate Weapon vor. Außerdem spricht sie die englische Stimme des Charakters Lizzy Wizzy.

## Privatleben

### Beziehungen
Im Mai 2018 wurde bekannt, dass Grimes eine Beziehung mit dem Automobil- und Raumfahrtunternehmer Elon Musk führt. Sie lernten sich nach Musks Aussage über Twitter dadurch kennen, dass er einen Wortwitz schuf, der den Kunststil Rokoko mit dem KI-Gedankenexperiment Rokos Basilisk kombiniert, durch eine Internetsuche allerdings herausfinden musste, dass Grimes in der Vergangenheit bereits denselben Witz gemacht hatte. Im September 2021 gaben sie zwischenzeitlich bekannt, „halb-getrennt“ zu sein. 2022 trennten sich beide und befanden sich fortan in Sorgerechtsstreits gegeneinander.
Seit März 2024 ist Grimes mit dem DJ und Musikproduzenten Anyma (Matteo Milleri) zusammen.

### Kinder
Mit Elon Musk hat Grimes drei gemeinsame Kinder. Am 5. Mai 2020 wurde die Geburt des ersten gemeinsamen Sohnes bekannt gegeben. Der Junge bekam den außergewöhnlichen Vornamen X Æ A-12. Anlässlich eines Interviews erklärte Elon Musk, die Namensidee habe seine Partnerin gehabt. Die Aussprache sei einfach: X = „Ex“, Æ wie das englische „Ash“, A 12 ganz normal im Englischen: „Ey, Twelve“. Der Zusatz A-12 sei seine Idee gewesen, wobei es sich um eine Anspielung auf das Flugzeug Archangel 12 handele, für Musk das „coolste Flugzeug aller Zeiten“. Grimes scheine zum Teil anderer Meinung zu sein und habe erklärt, dass Æ für „Artificial Intelligence“ stehe und somit wie die Buchstaben „A.I.“ ausgesprochen werde. Im März 2022 wurde berichtet, dass das Paar ein zweites Kind hat, welches 2021 von einer Leihmutter ausgetragen wurde. Das Mädchen erhielt die Namen „Exa Dark Sideræl“; der Name wurde später in „Y“ geändert (auch „Why?“ oder einfach nur „?“). Im September 2023 verriet Elon Musk, dass bereits 2022 ein drittes Kind geboren wurde, ein Sohn mit Namen „Techno Mechanicus“ (kurz Tau).

## Stil
Grimes’ elektronischer Musikstil ist beeinflusst von Popmusik, Noise-Rock, Dark Wave, R&B, japanischer und mittelalterlicher Musik.
Grimes produziert und komponiert ihre Lieder selbst, hat alle ihre bisherigen Album-Cover selbst illustriert sowie einen Großteil ihrer Musikvideos zum Teil oder vollständig selbst produziert.
Grimes lispelt. In einem Interview von 2016 sagte sie, dass sie ihr Lispeln möge und es nicht in Betracht ziehe, sich einer Sprachtherapie zu unterziehen.

## Diskografie
Alben und EPs
- 2010: Geidi Primes
- 2010: Halfaxa

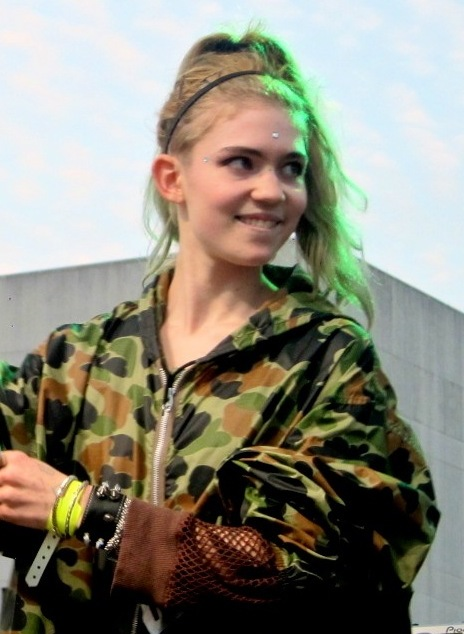
Live beim South-by-Southwest-Festival (2012)

- 2011: Darkbloom (EP, in einem Album in Zusammenarbeit mit d’Eon)
- 2012: Visions (CA: Gold)
- 2015: Art Angels
- 2020: Miss Anthropocene

Singles
- 2012: Genesis (Visions, UK: Silber, US: Gold)
- 2012: Oblivion (Visions, UK: Silber, US: Gold)
- 2012: Phone Sex (als featured artist mit Blood Diamonds)
- 2014: Go (feat. Blood Diamonds)
- 2015: Entropy (mit den Bleachers)
- 2015: Flesh Without Blood (Art Angels)
- 2015: REALiTi (Art Angels)
- 2015: Scream (Art Angels, feat. Aristophanes)
- 2016: Kill V. Maim (Art Angels)
- 2018: We Appreciate Power (feat. Hana)
- 2019: Violence (mit i_o)
- 2019: Pretty Dark (Demo)
- 2019: So Heavy I Fell Through the Earth
- 2019: My Name Is Dark
- 2019: 4ÆM
- 2020: Delete Forever
- 2020: Delicate Weapon
- 2021: Player of Games
- 2022: Shinigami Eyes
- 2022: New Gods
- 2022: Welcome to the Opera (feat. Anyma)
- 2025: idgaf

Sonstige Lieder
- 2016: Medieval Warfare (Suicide Squad: The Album)
- 2018: Pynk (Janelle Monáe)
- 2018: Play Destroy (Poppy)
- 2019: nihilist blues (Bring Me the Horizon)
- 2022: No Man's Land (Bella Porch)
- 2023: Fly To You (Caroline Polachek, Dido)

## Auszeichnungen für Musikverkäufe
| Goldene Schallplatte - Neuseeland - 2025: für das Album Visions |

Anmerkung: Auszeichnungen in Ländern aus den Charttabellen bzw. Chartboxen sind in ebendiesen zu finden.
| Land/RegionAuszeichnungen für Musikverkäufe (Land/Region, Auszeichnungen, Verkäufe, Quellen) | Silber     | Gold     | Platin | Verkäufe  | Quellen          |
| -------------------------------------------------------------------------------------------- | ---------- | -------- | ------ | --------- | ---------------- |
| Kanada (MC)                                                                                  | —          | Gold1    | —      | 40.000    | musiccanada.com  |
| Neuseeland (RMNZ)                                                                            | —          | Gold1    | —      | 7.500     | radioscope.co.nz |
| Vereinigte Staaten (RIAA)                                                                    | —          | 2× Gold2 | —      | 1.000.000 | riaa.com         |
| Vereinigtes Königreich (BPI)                                                                 | 4× Silber4 | —        | —      | 520.000   | bpi.co.uk        |
| Insgesamt                                                                                    | 4× Silber4 | 4× Gold4 | —      |           |                  |

## Auszeichnungen und Nominierungen
Gewonnen
Juno Awards
- 2013: in der Kategorie „Electronic Album of the Year“ für Visions
- 2017: in der Kategorie „Video of the Year“ als Regisseurin von Kill v Maim

Webby Awards
- 2013: in der Kategorie „Artist of the Year“

Bazaar Women of the Year
- 2016: in der Kategorie „Musician of the Year 2016“

Nominiert
Polaris Music Prize
- 2012: in der Kategorie „Best Canada Album of 2012“ für Visions

Juno Awards
- 2013: in der Kategorie „Breakthrough Artist of the Year“

MuchMusic Video Awards
- 2013: in der Kategorie „Dance Video of the Year“ für Genesis
- 2015: in der Kategorie „Video of the Year“ für Go (mit Blood Diamonds)
- 2015: in der Kategorie „Best Post-Production“ für Go
- 2015: in der Kategorie „Best Director“ für Go
- 2016: in der Kategorie „Video of the Year“ für Flesh Without Blood
- 2016: in der Kategorie „Best Director“ für Flesh Without Blood

International Dance Music Awards
- 2016: in der Kategorie „Best Alternative/Indie Rock Dance Track“ für Flesh Without Blood

Polaris Music Prize
- 2016: in der Kategorie „Best Canada Album of 2016“ für Art Angels